# Carex ischnogyne
Espèce
Classification phylogénétique
Carex ischnogyne est une espèce de plantes du genre Carex et de la famille des Cyperaceae.